# Begraafplaats van Athies (Pas-de-Calais)
De Begraafplaats van Athies is een gemeentelijke begraafplaats in de Franse gemeente Athies in het (departement Pas-de-Calais). De begraafplaats ligt 290 m ten noorden van het centrum (Église Saint-Christophe) aan het kruispunt van de Rue d'Arras met de Grand Rue. Ze ligt op een hoger niveau dan de straat en wordt omgeven door een bakstenen muur.
In het noorden van de gemeente ligt ook de Point-du-Jour Military Cemetery.

## Brits oorlogsgraf
Op de begraafplaats ligt een perk met 1 Brits militair graf uit de Eerste Wereldoorlog. Het graf is van S.C. Philip, soldaat bij het Royal Army Medical Corps. Hij sneuvelde op 12 april 1917. Zijn graf staat bij de Commonwealth War Graves Commission genoteerd onder Athies Communal Cemetery.

## Extensie
Aansluitend aan de oorspronkelijke gemeentebegraafplaats is een apart deel aangelegd voor gesneuvelden uit de Eerste- en Tweede Wereldoorlog dat werd ontworpen door Reginald Blomfield. De toegang bestaat uit een brede trap met een 25-tal treden omdat het niveau van de begraafplaats enkele meters hoger ligt dan de straat. Het Cross of Sacrifice staat centraal bovenaan deze trap. De begraafplaats is aan drie zijden begrensd door een bakstenen muur en in de zuidwestelijke hoek is een doorgang naar een smalle uitbreiding waarin de slachtoffers van de Tweede Wereldoorlog begraven liggen. Dit deel van de  begraafplaats wordt ook onderhouden door de Commonwealth War Graves Commission, dat het heeft ingeschreven als Athies Communal Cemetery Extension.
Er worden 358 doden herdacht waaronder 45 niet geïdentificeerde.

### Geschiedenis
Athies werd op de eerste dag van de Slag bij Arras door de 9th (Scottish) Division, waaronder ook de South African Brigade, veroverd en bleef vanaf dan in geallieerde handen. De begraafplaats werd na de inname van het dorp gestart en door gevechtseenheden en veldhospitalen gebruikt tot mei 1918 en opnieuw in september van dat jaar.
Op de begraafplaats liggen 313 gesneuvelden uit de Eerste Wereldoorlog waaronder 291 Britten, 21 Zuid-Afrikanen en 1 Duitser. 32 konden niet meer geïdentificeerd worden. Voor 3 Britten werden Special Memorials opgericht omdat hun graven niet meer gelokaliseerd konden worden en men aanneemt dat ze zich onder een naamloos graf bevinden.
In het gedeelte dat grenst aan zuidwestelijke hoek van de begraafplaats liggen 45 gesneuvelden uit de Tweede Wereldoorlog waaronder 44 Britten en 1 Fransman. De Britten sneuvelden in mei 1940 in de strijd tegen het oprukkende Duitse leger. Onder hen zijn er 10 die niet meer geïdentificeerd konden worden.

### Onderscheiden militairen
- T. Welsh, kapitein bij het South African Medical Corps werd onderscheiden met het Military Cross (MC).
- William Healy, korporaal bij de South African Infantry en T.E. McNally, korporaal bij de Royal Engineers werden onderscheiden met de Distinguished Conduct Medal (DCM).
- sergeant C.V. Moore, de korporaals James Fraser en J. Hanna, de kanonniers Dennis Collins en F. Montague en de soldaten Leo Levinson en H. Waugh ontvingen de Military Medal (MM).